# رو ۳ تریپلین
رو ۳ تریپلین (به انگلیسی: Roe III Triplane) یک هواپیمای ساختِ کارخانهٔ آورو در کشور بریتانیا است. این هواپیما در ۲۴ ژوئن ۱۹۱۰ میلادی نخستین پرواز خود را انجام داد.